# 加山雄三ショー
『加山雄三ショー』（かやまゆうぞうショー）は、NHK総合テレビにて1986年1月3日の後、同年4月12日から1989年3月25日まで放送された音楽番組。加山雄三の冠番組。全77回。

## 概要
加山雄三司会の公開ステージショーで、毎回多方面から一流のゲストを招いて行われていた。
加山は本番組の担当期間中、『NHK紅白歌合戦』に白組司会兼出場歌手で出演した。

## 放送時間
| 期間                          | 放送時間                                                              |
| ----------------------------- | --------------------------------------------------------------------- |
| 1986年1月3日（パイロット版）  | 金曜日 19:15 - 20:14 この回のみ同年1月5日に別の時間帯で再放送された。 |
| 1986年4月12日 - 1988年3月26日 | 土曜日 20:00 - 20:44                                                  |
| 1988年4月16日 - 1989年3月25日 | 土曜日 21:15 - 21:59                                                  |

## 出演者
- 加山雄三[3]

## 受賞歴
- 「ゴールデン・アンテナ・エンターテインメント番組国際コンクール」特別賞

## パロディ
フジテレビ『ウッチャンナンチャンのやるならやらねば!』で、南原清隆が「加山雄三（くわやまゆうぞう）」に扮して当番組をパロディ化した『加山（くわやま）雄三ショー』と題した企画があった。加山本人もゲスト出演した。